# 吳龍徵
吳龍徵（1546年—1613年），字堅孺，號惺初，福建晉江人，祖籍直隸無錫（今江蘇），明朝政治人物，同進士出身。

## 生平
據聞龍徵出生時，因其父夢見神龍盤繞，故取名“龍徵”。萬曆元年（1573年）癸酉科福建鄉試第十三名舉人，萬曆十一年（1583年）登癸未科三甲一百五十名進士。選翰林院庶吉士，十三年授浙江道監察御史，十四年差巡漕，十五年巡按山东，十七年养病，十九年復除本道，二十年巡按廣東，本年升河南参议，二十一年京察浮躁。三十六年降通州判官，三十八年補四川順慶府推官，三十九年升南户部云南司主事，四十年差河東宣课分司，四十一年降。

## 家族
曾祖吳恩孔，曾任壽官；祖父吳海、父吳喬栢。母黃氏。子吳逢翔，崇祯戊辰進士。